# 吉博·瓦格
吉博·瓦格（英語：Gilbert Varga，1952年1月17日—），生於倫敦，匈牙利裔英國指揮家，擅長德、奧、浪漫及現代曲目，歷任霍費爾交響樂團、匈牙利愛樂、明尼蘇達管弦乐团指揮，曾任臺北市立交響樂團首席指揮。

## 職業生涯
從著名的父親匈牙利小提琴家暨指揮家蒂伯·瓦格那裡，四歲便開始學習彈奏小提琴，廿二歲左手受傷而中斷原本前景看好的獨奏生涯，轉行陸續跟隨義大利指揮大師法蘭克·費拉拉、羅馬尼亞指揮家塞爾吉烏·傑利畢達克、法籍匈裔指揮家查爾斯·布魯克學習指揮技巧。
在瓦格早年的指揮生涯裡，主要致力於與德國、法國的許多室內樂團合作，特別是蒂伯·瓦格室內樂團。1980年到1985年瓦格是霍費爾交響樂團的首席指揮，1985年和1990年之間則在德國馬爾擔任匈牙利愛樂的首席指揮，並到德國、奧地利、瑞士和義大利各地巡迴演出。1990年，身為匈牙利愛樂音樂總監的最後一年中，率領團員與著名小提琴家曼紐因合作，共同於匈牙利境內作首度的巡迴演出。
自那時以來，他經常受邀與許多著名歐洲樂團合作指揮，包括慕尼黑愛樂樂團、科隆西德廣播交響樂團、法蘭克福廣播交響樂團和科隆愛樂樂團。1991年至1995年擔任斯圖加特室內樂團（Stuttgart Chamber Orchestra）的永久客席指揮，1997年到2000年成為馬爾默交響樂團的首席客席指揮，2001年到2008年擔任巴斯克國家樂團首席指揮。
在北美洲，瓦格也曾經指揮過明尼蘇達交響樂團、堪薩斯交響樂團、聖路易士交響樂團、多伦多交响乐团、密爾瓦基交響管弦樂團、印地安那波里斯交響樂團、洛杉磯交響樂團和聖保羅室內管弦樂團。瓦格兩次在亞斯本音樂節上演出。在南美洲，1999年夏季在阿根廷布宜諾斯艾利斯的哥倫布劇院登臺演出，並在隔年五月與巴斯克交響樂團的南美巡迴演出中再次回到阿根廷。他也多次成功與讀賣日本交響樂團和雪梨歌劇院樂團合作表演。在歐洲，瓦加曾與眾多主要交響樂團合作，其中包括巴伐利亞廣播交響樂團、鹿特丹愛樂樂團、巴黎管弦樂團、布達佩斯節慶管弦樂團、班貝格交響樂團和哈勒管弦樂團。在2001年到2002年期間，他曾担任比利時國家管弦樂團、都靈廣播樂團、哥德堡交響樂團（並與瑞典傳奇長號手克里斯蒂安·林德伯格完成了傑出錄音）的指揮，並在德國北部最大音樂節石荷州音乐节上有過多次表演。
在近幾季以來，瓦格在北美洲的聲譽增長迅速，2011至2012年的樂季他首次與休士頓交響樂合作並返回費城管弦樂團指揮（與鋼琴家葉夫·布朗夫曼），也包含其他管弦樂團，譬如印地安那波里斯交響樂團、科羅拉多交響樂團、猶他管弦交響樂團和納什維爾交響樂團和明尼蘇達管弦樂團。瓦格曾三次擔任臺北市立交響樂團客席指揮，從2013年5月開始擔任該團首席指揮，並於2015年受邀率團到法國漢斯音樂漫步音樂節演出。
瓦格也在音樂比賽中擔當重責：2001年到2012年間，他負責伊莉莎白女王大賽的最終輪協奏曲指揮，這是在比利時布魯塞爾具辦的國際數一數二具挑戰性和負盛名的樂器演奏競賽，並在2015年轉任大賽評審。此外，他也是德國亨利馬托國際小提琴大賽的裁判團主席。他並於蕭提國際指揮大賽擔任2015年最終輪評審。

## 專輯
- Siebenthal – Orchestre Philharmonique Bulgare de Roussé, Gilbert Varga - Symphonie Valaisanne (LP). Concert Hall, Guilde Internationale du Disque, 1976
- Chopin: Piano Concerto No. 1 in E minor Op. 11; Piano Concerto No. 2 in F Minor Op. 21. Gilbert Varga, Sequeira Costa, Royal Philharmonic Orchestra. Intersound Records, 1999
- Håkan Hardenberger, Malmö Symphony Orchestra, Gilbert Varga - Håkan Hardenberger Plays Swedish Trumpet Concertos (CD, Album), 2000
- Peter I. Tschaikowsky Von St. Petersburg Nach Moskau  (Various). Box, comp + 3 CD). Das Beste Reader's Digest, 2001
- Sounds of the Basque Country. Composers: Jesus Guridi, Jose Maria Usandizaga, Jesus Arambarri, Andres Isasi, Francisco Escudero, Maurice Ravel. Conductors: Miguel Angel Gomez Martinez,  Enrique García Asensio, Gilbert Varga et al.. Basque National Orchestra, Maria Bayo (Performer). Claves, 2003.
- Tschaikowsky: Concerto for Violin & Orchestra in D major, Op. 35; Serenade for Strings in C major, Op. 48.  Alfred Wallenstein (Conductor), Gilbert Varga (Conductor), London Symphony Orchestra, Stuttgarter Kammerorchester. Profil - G Haenssler, 2005
- Queen Elisabeth Competition Of Belgium - Piano 2007 (Various). 3 CD, 2007
- Rubinstein: Symphony No. 6 - Gilbert Varga (Conductor),  Philharmonia Hungarica
- Anna Vinnitskaya（英语：Anna Vinnitskaya） Plays Prokofiev, Ravel Piano Concertos - Gilbert Varga (Conductor). Naive, 2010.
- La Jeune Philharmonie / De Jonge Filharmonie - Wendy Hoffman - Gilbert Varga - Concert de la Société philharmonique / Concert Van De Filharmonische Vereniging(CD, Album). Belgium.

## 外部連結
- 吉博·瓦格的Discogs页面（英文）